# العلاقات النرويجية الطاجيكستانية
العلاقات النرويجية الطاجيكستانية هي العلاقات الثنائية التي تجمع بين النرويج وطاجيكستان.

## مقارنة بين البلدين
هذه مقارنة عامة ومرجعية للدولتين:
| وجه المقارنة                                              | النرويج                                                   | طاجيكستان                          |
| --------------------------------------------------------- | --------------------------------------------------------- | ---------------------------------- |
| المساحة (كم2)                                             | 385.21 ألف                                                | 143.10 ألف                         |
| عدد السكان (نسمة)                                         | 5.33 مليون                                                | 8.92 مليون                         |
| الكثافة السكانية (ن./كم²)                                 | 13.84                                                     | 62.33                              |
| العاصمة                                                   | أوسلو                                                     | دوشنبه                             |
| اللغة الرسمية                                             | بوكمول، لغات السامي، نينوشك، اللغة النرويجية              | اللغة الطاجيكية                    |
| العملة                                                    | كرونة نروجية                                              | ساماني طاجيكي، الروبل الطاجيكستاني |
| الناتج المحلي الإجمالي (بليون دولار)                      | 398.83 مليار                                              | 7.15 مليار                         |
| الناتج المحلي الإجمالي (تعادل القوة الشرائية) بليون دولار | 322.23 مليار                                              | 24.03 مليار                        |
| الناتج المحلي الإجمالي الاسمي للفرد دولار أمريكي          | 74.40 ألف                                                 | 925                                |
| الناتج المحلي الإجمالي للفرد دولار أمريكي                 | 65.61 ألف                                                 | 2.69 ألف                           |
| مؤشر التنمية البشرية                                      | 0.944                                                     | 0.624                              |
| رمز المكالمات الدولي                                      | +47                                                       | +992                               |
| رمز الإنترنت                                              | .no                                                       | .tj                                |
| المنطقة الزمنية                                           | ت ع م+01:00، ت ع م+02:00، توقيت وسط أوروبا، أوروبا/أوسلو ‏ | ت ع م+05:00                        |

## منظمات دولية مشتركة
يشترك البلدان في عضوية مجموعة من المنظمات الدولية، منها:
| علم المنظمة | اسم المنظمة                        | تاريخ انضمام النرويج | تاريخ انضمام طاجيكستان |
| ----------- | ---------------------------------- | -------------------- | ---------------------- |
|             | مؤسسة التنمية الدولية              | 24 سبتمبر 1960       | 4 يونيو 1993           |
|             | منظمة الأمن والتعاون في أوروبا     | 25 يونيو 1973        | 30 يناير 1992          |
|             | مؤسسة التمويل الدولية              | 20 يوليو 1956        | 2 ديسمبر 1994          |
|             | منظمة حظر الأسلحة الكيميائية       | ?                    | ?                      |
|             | الأمم المتحدة                      | 27 نوفمبر 1945       | 2 مارس 1992            |
|             | الاتحاد الدولي للاتصالات           | 1866                 | 28 أبريل 1994          |
|             | منظمة الشرطة الجنائية الدولية      | ?                    | ?                      |
|             | البنك الدولي للإنشاء والتعمير      | 27 ديسمبر 1945       | 4 يونيو 1993           |
|             | الاتحاد البريدي العالمي            | ?                    | ?                      |
|             | وكالة ضمان الاستثمار متعدد الأطراف | 9 أغسطس 1989         | 9 ديسمبر 2002          |
|             | بنك التنمية الآسيوي                | 1966                 | 1998                   |
|             | يونسكو                             | 4 نوفمبر 1946        | 6 أبريل 1993           |
|             | الفريق المعني برصد الأرض           | ?                    | ?                      |

## وصلات خارجية
- موقع وزارة الخارجية النرويجية